# حيالين مصياف
حيالين مصياف قرية تتبع منطقة مصياف في غرب محافظة حماة في سورية.
تقع قرية حيالين غربي مدينة حماة على بعد 52 كم وشمالي مدينة مصياف بـ 6 كم على طريق عام مصياف بانياس الرئيسي الذي يصل الداخل بالساحل وتتوضع على هضبة صغيرة تحيطها الجبال الشامخة على ارتفاع من 850 م إلى 1100 م عن مستوى سطح البحر وهي ذات طبيعة خضراء خلابة أشجارها حراجية مثل الصنوبر والسنديان والغار وأنواع أخرى وتشتهر بزراعة الأشجار المثمرة مثل التفاح والأجاص والرمان والزيتون والتين والعنب وبعض الزراعات الشتوية مثل الحبوب حيث تمتاز القرية بمناخ معتدل صيفا وتكسوها الثلوج شتاءً.
تتصل قرية حيالين بالقرى المجاورة بشبكة طرق معبدة وجيدة وهي الحيلونة والحريف والزينة وعين قضيب والشيحة ومصياف وديرماما. يخترقها طريق عام الغاب - شلالات اللقبة والزاوي.

## المرافق والخدمات
فيها مركزان استهلا كيان ومركز طوارئ كهرباء ووحدة إرشادية زراعية ووحدة إرشادية لصناعة السجاد ومحطة لوقود السيارات وفرن نصف آلي للخبز التمويني.